# Hedyotis scaberula
Hedyotis scaberula är en måreväxtart som beskrevs av Joseph Dalton Hooker. Hedyotis scaberula ingår i släktet Hedyotis och familjen måreväxter. Inga underarter finns listade i Catalogue of Life.